# Шаранте
Шаранте (фр. Charentay) насеље је и општина у источној Француској у региону Рона-Алпи, у департману Рона која припада префектури Вилфранш сир Саон.
По подацима из 2011. године у општини је живело 1163 становника, а густина насељености је износила 84,4 становника/km². Општина се простире на површини од 13,78 km². Налази се на средњој надморској висини од 250 метара (максималној 272 m, а минималној 175 m).

## Демографија
| 1962. | 1968. | 1975. | 1982. | 1990. | 1999. | 2011. |
| ----- | ----- | ----- | ----- | ----- | ----- | ----- |
| 610   | 689   | 705   | 743   | 869   | 993   | 1.163 |

График промене броја становника у току последњих година